# Verlan
Verlan je rozšířený francouzský argot, způsob vytváření slov na základě prohození slabik. Často je prohození doprovázeno i dalšími fonetickými změnami a výsledné slovo bez znalosti není srozumitelné. Samotné slovo „verlan“ je verlanizovaná forma (fr. forme verlanisée) slova (à) l'enver, „naopak“.

## Historie
Metateze mají ve francouzštině dlouhou tradici. Již ve středověkém románu Tristan a Isolda se mění jméno titulního hrdiny na „Tantrise“. Častěji se přesmyčky objevují v novověku, například nápoj verjus, který je přesmyčkou pro jus vert, „zelená šťáva“. V 19. století se rozšiřilo využití přesmyček pro vytváření argotu v prostředí francouzských věznic. Tam se vedle toho zároveň uplatňoval řeznický argot zvaný louchébem, který první souhlásku slova nahrazuje hláskou l a nakonec slova přidá slabiku začínající původní souhláskou. Tak z boucher [buše] „řezník“ vzniklo „l-ouché-bem“ [lušebẽ] a z jargon „largonji“  (alternativní označení).
Používání verlanu se zpopularizovalo ve 2. polovině 20. století. Objevil se nejdříve v detektivkách, později v populární kultuře, např. Renaudovo album Laisse béton, doslova „nech beton“ místo Laisse tomber „nech to být“ (doslova „spadnout“), nebo filmová série Prohnilí, která v originále není Les Pourris, ale verlanovské Les Ripoux. Další popularizaci přinesla od konce století jeho užívání v hip hopu a rapu. Právě posluchači této hudby z řad předměstské mládeže jsou považováni za typické uživatele verlanu. Běžná slova verlanu se však postupně stala srozumitelná pro široké vrstvy Francouzů.

## Princip tvorby slov
Slovo se často nejdříve upraví, aby bylo tvořeno nejčastěji dvěma slabikami, např. zkrácením slova o slabiku nebo naopak přidáním samohlásky na konec. Takto vzniklé slabiky (nebo slabika a dvojslabika) si vymění postavení. Výsledek se v případě potřeby upraví, aby se lépe vyslovoval či se zkrátil o koncovou samohlásku. Až na výjimky se úprava provádí na základě zvukové podoby slova, nikoli pravopisu.
Příklady:
- femme → meufe („žena“), mec → keum („chlap, týpek“)
- mère → reum („matka“), frère → reuf („bratr“)
- flic → keuf („polda“)
- [Amé]ricain → cainri
- bonjour → jourbon („Dobrý den“)
- métro → tromé, café → féca

Dvojitý verlan jsou slova, která vznikla opakováním principu: femme → meuf → feumeu, Arab → beur → reubeu